# Villa argentiflua
Villa argentiflua är en tvåvingeart som först beskrevs av Philippi 1865.  Villa argentiflua ingår i släktet Villa och familjen svävflugor. Inga underarter finns listade i Catalogue of Life.